# Airjánem vaédžah
Airjánem vaédžah či Erán véz je polomytická pravlast Íránců. Podobné Erán Šahr „říše Árjů“ se používalo od dob Sasánovců pro Perskou říši a stalo se základem jména Írán.
Airjánem vaédžah je podle zarathuštrických textů zemí kde působil Zarathuštra a kde mu bylo zjeveno pravé náboženství – zarathuštrismus. Protékají jí řeky Dáitjá a Dréjá, přičemž na břehu druhé jmenované stál dům Pourušaspy, Zarathuštrova otce. Airjánem vaédžah je také první z šestnácti dokonalých zemí které stvořil Ahura Mazda a také místem kde byl stvořen dobytek. Podle Vendídádu však Angra Mainju stvořil říčního hada a tvrdé zimy a v Airjánem vaédžah je tak deset měsíců zimy a příliš chladno pro vodu, zemi i stromy. Toto zkažení prvotní země nejspíše odkazuje na kosmickou zimu předcházející Frašókereti - konec světa protože v Airjánem vaédžah postaví mytický král Jima na příkaz Ahura Mazdy podzemní skrýš zvanou Vara „ohrada“ tvořenou vodními a travnatými plochami kde ukryje vybrané lidi a zvířata, z důvodů právě blížící se apokalypsy.
Některými badateli je Airjánem vaédžah považován za čistě mytickou zemi, jiní se jej snaží ztotožnit se skutečnou zeměpisnou oblastí. V seznamu šestnácti zemí nacházejícím se ve Vendidadu je po Airjánem vaédžah uváděna Sogdiana v dnešním Uzbekistánu a Tádžikistánu, poté Baktrie v severním Afghánistánu a dále země ležící na jih a východ až po řeku Indus. Na základě toho lze tuto zemi lokalizovat na sever či západ od Sogdiany, například do Chórezmu či dokonce až do ruských stepí. To by znamenalo, že Íránci si byli do jisté míry vědomy svého dávného příchodu ze severu. V sasánovském období byl Airjánem vaédžah umísťován do Ādarbāygānu – dnešního Ázerbájdžánu.
Airjánem vaédžah (airyanəm vaēǰō) je avestánským označením této země, odpovídá mu rekonstruované staroperské *Airjánám vajdžah (*aryānām waiǰah) a středoperské Erán véz (Ērān-Wēz). Význam slovo vaédžah není zcela jasný, ale Émile Benveniste jej přesvědčivě odvodil z kořene vaig „rychle se rozšiřovat“ a vyložil jako „úsek, rozloha“. Avestánské airjánem je genitivem slova árja, staroperské airjánám znamená „árjovský“.